# Мэмет, Заша
Заша Рассел Мэмет (англ. Zosia Russell Mamet; род. 2 февраля 1988, Рандолф, Вермонт) — американская актриса и музыкант, которая появлялась в телесериалах, включая «Безумцы», «Такая разная Тара» и «Родители», а также сыграла персонажа Шошанну Шапиро в оригинальном сериале HBO «Девочки». Она снялась в роли Энни Мурадиан в оригинальном сериале HBO Max «Бортпроводница».

## Ранние годы
Мэмет родилась в Рандолфе, штат Вермонт. Она дочь американского драматурга, эссеиста, сценариста и кинорежиссера Дэвида Мэмета и актрисы Линдсей Краус. Её отец — еврей, а мать — буддистка, и Мэмет тоже идентифицирует себя как еврейка. Её дедом по материнской линии был драматург Рассел Краус, а прадедом по материнской линии был педагог Джон Эрскин. У неё есть сестра Вилла, певица, и сводные сестра и брат, Клара, которая также является актрисой и режиссером, и Ной. Она жила в Новой Англии до пяти лет, а потом её мать переехала в Пасифик-Палисейдс, штат Калифорния, с ней и Виллой. После окончания средней школы Мэмет решила заняться актёрским мастерством вместо того, чтобы поступать в колледж.

## Карьера
В 2012 году Джадд Апатоу пригласил её на роль в сериале HBO «Девочки».

### Музыка
У Мэмет есть группа Chacha.

### Озвучка
Мэмет приняла участие в озвучке аудиокниги «Дикий детектив» автора Джонатана Летема. Мэмет также озвучивала в «Стар против Сил Зла», «Обычном мультике» и «Симпсонах».

## Личная жизнь
Мэмет начала встречаться с актером Эваном Йоникитом в 2013 году. в октябре 2016 года они поженились.
На конференции Makers Conference 2017 года Мэмет выступила с монологом, в котором рассказала о своей борьбе с невыявленной дисфункцией тазового дна в течение шести лет.

## Фильмография

### Фильмы
| Год  | Название                   | Роль                 | Примечания |
| ---- | -------------------------- | -------------------- | ---------- |
| 1997 | Колин Фитц                 | потерянная фанатка   |            |
| 2004 | Спартанец                  | женщина-бедуин       |            |
| 2009 | С выступа                  | Дженни               |            |
| 2010 | Детки в порядке            | Саша                 |            |
| 2010 | Вишня                      | Дарси                |            |
| 2010 | Гринберг                   | девушка на вечеринке |            |
| 2012 | Рифмуется со словом Банан  | З                    |            |
| 2012 | Солнечные истории          | Бетани               |            |
| 2013 | Искусство любви            | Рея Карвер           |            |
| 2015 | Родная кровь               | Шива                 |            |
| 2016 | Такса                      | Зои                  |            |
| 2016 | Доминион                   | Пенни                |            |
| 2016 | Золотые кирпичи в цвету    | Клео                 |            |
| 2017 | Бывший парень по соседству | Диана                |            |
| 2018 | Под Сильвер-Лэйк           | Трой                 |            |
| 2022 | Одиноки вместе             | Маргарет             |            |
| 2023 | Молли и Макс в будущем     | Молли                |            |
| 2023 | Тролли. Группа в сборе     | Кримп                |            |
| 2024 | Мадам Паутина              | Амария               |            |

### Телевидение
| Год        | Название                        | Роль                                             | Примечания |
| ---------- | ------------------------------- | ------------------------------------------------ | --- |
| 2006—2007  | Отряд «Антитеррор»              | Кристин Росс                                     | 5 эпизодов |
| 2010       | Такая разная Тара               | Кортни                                           | 7 эпизодов |
| 2010—2011  | Родители                        | Келси                                            | 5 эпизодов |
| 2010—2012  | Безумцы                         | Джойс Рамзи                                      | 5 эпизодов |
| 2012—2017  | Девчонки                        | Шошанна Шапиро                                   | Главная роль Номинация — Премия Ассоциации онлайн-кино и телевидения за лучшую женскую роль второго плана в комедийном сериале |
| 2013       | Средняя школа США!              | Эмбер Ламбер (озвучка)                           | Главная роль |
| 2014—2015  | Обычный мультик                 | Селия (озвучка)                                  | 2 эпизода |
| 2015       | Американский папаша!            | Мари (озвучка)                                   | Эпизод: «Моё дело, леди» |
| 2016, 2018 | Несгибаемая Кимми Шмидт         | Сью Томпштейн                                    | 2 эпизода |
| 2016—2019  | Звёздная принцесса и силы зла   | Хекапу                                           | 18 эпизодов |
| 2017       | Ты — воплощение порока          | Хайди Расмуллен                                  | Эпизод: «Не лучшая ставка» |
| 2019       | Городские истории (мини-сериал) | Клэр Данкан                                      | Периодическая роль |
| 2019       | Стамптаун                       | Кейтлин/Кендра/Катрина                           | Эпизод: «Пропущенные связи» |
| 2019—2021  | Дикинсон                        | Луиза Мэй Олкотт                                 | 2 эпизода |
| 2020—2022  | Бортпроводница                  | Эни Мурадян                                      | Главная роль Номинация — Премия Гильдии киноактёров США за лучший актёрский состав в комедийном сериале                        |
| 2023       | Харли Квинн                     | Принцесса Ледифингерс / Генерал Нейтри (озвучка) | Эпизод: «Самая влиятельная в культурном отношении кинофраншиза всех времен»                                                    |